# Caladenia quadrifaria
Caladenia quadrifaria är en orkidéart som först beskrevs av Richard Sanders Rogers, och fick sitt nu gällande namn av David Lloyd Jones. Caladenia quadrifaria ingår i släktet Caladenia och familjen orkidéer. Inga underarter finns listade i Catalogue of Life.